# ローソサイエティ
ローソサイエティまたはローソサイアティ(Law Society) は、アメリカ生産でアイルランドで調教された競走馬、種牡馬。主な勝ち鞍は1985年のアイリッシュダービー。凱旋門賞勝ち馬アレッジドの代表産駒の一頭で、日本においてはマンハッタンカフェの母父として知られている。

## 生い立ち
アメリカ・ケンタッキー州のレーンズエンドファームでウィリアム・ファリシュによって生産された。父アレッジドは1977年と1978年に凱旋門賞連覇を達成し、種牡馬としてもミスアレッジド、シャントゥ、リーガルケース、ミッドウェーレディなどの重賞勝ち馬を輩出している。母ボールドビキニは現役時代に6勝を挙げた。1978年には半兄のストライクユアカラーズがブリーダーズフューチュリティステークスを制している。 
1983年7月、ローソサイエティはキーンランドのセリ市に出され、スタブロス・ニアルコスによって270万ドルで落札された。その後ヨーロッパに送られ、バリードイルでヴィンセント・オブライエンの調教を受けた。

## 戦績

### 1984年（2歳シーズン）
8月18日、カラ競馬場で行われた6ハロンの新馬戦でデビュー。ラスト1.5ハロンで先頭に立つと、2着My Regretsに2 1/2馬身差をつけて勝利した。デビュー戦の2週間後、ローソサイエティはクラスを上げ、同じコースと距離でG3のアングルシーステークスに挑んだ。序盤からリードを奪うと、2着Kamakuraに大差で勝利した。9月下旬、さらにクラスと距離を上げ、7ハロンのG2ナショナルステークスに出走。8頭立ての一番人気でレースを迎え、2着Concert Hallに半馬身差をつけて勝利した。
10月、ローソサイエティはイギリスに遠征し、ニューマーケット競馬場で開催されるヨーロッパで最も権威のある2歳戦であるデューハーストステークスに出走。ノーブルクエストでサラマンドル賞を制したパット・エデリーが騎乗した。ローソサイエティは残り4分の1で集団から抜け出し、Local Suitorとカラダンサーとの3頭での争いとなった。ローソサイエティは終盤の直線で伸びきれず、アタマ差でカラダンサーの2着に敗れた。

### 1985年（3歳シーズン）
3歳シーズンはダービーステークスの前哨戦である5月7日のチェスターヴェースで始動。調教師のオブライエンにとっては1972年のバウチャー以来の出走となった。レース中盤でリードを奪うと、そのまま押し切り2着ペトスキに2 1/2馬身差をつけて勝利した。
チェスターでの勝利から4週間後、ローソサイエティは予定通りダービーステークスに出走。レースは14頭立てで行われ、単勝オッズは5/1でスリップアンカーとシャディードに次ぐ3番人気だった。5番手で最後のコーナーを曲がり、直線で2番手まで上がったが、逃げるスリップアンカーを捕まえることができず、7馬身差の2着に敗れた。
次走は6月29日にカラ競馬場で行われた1マイル半のアイリッシュダービーに出走。レースには先のダービーステークスで3着に入ったダミスターのほか、シアトリカル、トリプティク、ムクタール(ジョッケクルブ賞勝ち馬)、バイアモン（ジャンプラ賞勝ち馬）など国際舞台で活躍する強豪も出走していたが、ローソサイエティは単勝オッズ15/8の1番人気に押された。レース中、エデリーはコース中央を走らせようとしたがブロックされたため、やむなく直線で外側でのレースに切り替えた。終盤は右に斜行しながらも最後の100ヤードでシアトリカルをとらえ、半馬身差で勝利した。
アイリッシュダービー後、ローソサイエティはイギリスにもどりアスコット競馬場で行われるキングジョージ6世&クイーンエリザベスステークスに出走。初めての古馬との対戦であり、オーソーシャープに次ぐ2番人気に押された。レースでは最後の直線で伸びきれず、ペトスキ、オーソーシャープ、レインボウクエストに次ぐ4着に終わった。その後、ローソサイエティは9月のフェニックスチャンピオンステークスに出走する予定だったが、調教中に右前足を負傷し、そのまま登録抹消・引退となった。

## 評価
1984年、タイムフォームはローソサイエティのレーティングに129ポンドの評価を与え、カラダンサーと並んで2歳馬のトップにランク付けした。3歳時のレーティングは130ポンドで、スリップアンカーより6ポンド下だった。国際分類ではアイルランド調教の全競走馬の最高位、ヨーロッパ全体ではスリップアンカー、ペトスキ、レインボークエスト、サガス、ペブルス、シャディードに次ぐ7番目に高い評価を受けた。

## 種牡馬時代
競走引退後、アイルランドのクールモアスタッドで種牡馬入りした。後にドイツのIsarlandStudに売却された。
2008年に種牡馬を引退。2011年3月7日、繋養先のドイツで死亡した。

### 主な産駒
- Anzillero（ベルリン大賞）[9]
- Approach the Bench（エディーリードハンデキャップ）
- Fortune's Wheel（ダルクール賞（英語版））[10]
- Homme de Loi（パリ大賞典）[11]
- Right Win（ゴードンステークス、イタリア大賞典（英語版）、ジョンポーターステークス、ガリニュールステークス（英語版）、トルワースハンドル（英語版））[12]
- Court of Honour（伊ジョッキークラブ大賞）[13]
- Catch Me（ハットンズグレースハンドル（英語版））[14]

### 母父としての主な産駒
- スコーピオン（パリ大賞典、セントレジャーステークス、コロネーションカップ）
- ラヴディヴァイン（英語版）（英オークス）
- ブラムト（仏ダービー、仏2000ギニー）
- マンハッタンカフェ（菊花賞、有馬記念、天皇賞（春））[15]
- ローマンエンパイア（京成杯）
- ダイワマッジョーレ（京王杯スプリングカップ、阪急杯）
- エアスマップ（オールカマー）
- ハイアーゲーム（青葉賞、鳴尾記念）
- シロキタクロス（神戸新聞杯）

## 血統
| ローソサイエティの血統（リボー系 / War Admiral 4×5（父内）） | ローソサイエティの血統（リボー系 / War Admiral 4×5（父内）） | ローソサイエティの血統（リボー系 / War Admiral 4×5（父内）） | （血統表の出典） | （血統表の出典） |
| 父 Alleged 1974 鹿毛                                         | 父の父Hoist the Flag 1968 鹿毛                               | Tom Rolfe                                                    | Ribot            | Ribot            |
| 父 Alleged 1974 鹿毛                                         | 父の父Hoist the Flag 1968 鹿毛                               | Tom Rolfe                                                    | Pocahontas       |                  |
| 父 Alleged 1974 鹿毛                                         | 父の父Hoist the Flag 1968 鹿毛                               | Wavy Navy                                                    | War Admiral      | War Admiral      |
| 父 Alleged 1974 鹿毛                                         | 父の父Hoist the Flag 1968 鹿毛                               | Wavy Navy                                                    | Triomphe         |                  |
| 父 Alleged 1974 鹿毛                                         | 父の母Princess Pout 1966 鹿毛                                | Prince John                                                  | Princequillo     | Princequillo     |
| 父 Alleged 1974 鹿毛                                         | 父の母Princess Pout 1966 鹿毛                                | Prince John                                                  | Not Afraid       |                  |
| 父 Alleged 1974 鹿毛                                         | 父の母Princess Pout 1966 鹿毛                                | Determined Lady                                              | Determine        | Determine        |
| 父 Alleged 1974 鹿毛                                         | 父の母Princess Pout 1966 鹿毛                                | Determined Lady                                              | Tumbling         |                  |
| 母 Bold Bikini 1969 鹿毛                                     | 母の父Boldnesian 1963 鹿毛                                   | Bold Ruler                                                   | Nasrullah        | Nasrullah        |
| 母 Bold Bikini 1969 鹿毛                                     | 母の父Boldnesian 1963 鹿毛                                   | Bold Ruler                                                   | Miss Disco       |                  |
| 母 Bold Bikini 1969 鹿毛                                     | 母の父Boldnesian 1963 鹿毛                                   | Alanesian                                                    | Polynesian       | Polynesian       |
| 母 Bold Bikini 1969 鹿毛                                     | 母の父Boldnesian 1963 鹿毛                                   | Alanesian                                                    | Alablue          |                  |
| 母 Bold Bikini 1969 鹿毛                                     | 母の母Ran-Tan 1960 鹿毛                                      | Summer Tan                                                   | Heliopolis       | Heliopolis       |
| 母 Bold Bikini 1969 鹿毛                                     | 母の母Ran-Tan 1960 鹿毛                                      | Summer Tan                                                   | Miss Zibby       |                  |
| 母 Bold Bikini 1969 鹿毛                                     | 母の母Ran-Tan 1960 鹿毛                                      | Mehrabi                                                      | Migoli           | Migoli           |
| 母 Bold Bikini 1969 鹿毛                                     | 母の母Ran-Tan 1960 鹿毛                                      | Mehrabi                                                      | Majideh F-No.5-e |                  |